# Lista de prêmios e indicações recebidos por Joelma
A cantora brasileira Joelma acumulou diversas vitórias e nomeações a prêmios da música durante sua carreira. Em 1999, ela formou com o guitarrista Ximbinha, seu então marido, a Banda Calypso. Eles se divorciaram e encerraram as atividades em conjunto em 2015. Durante esse período, Joelma recebeu indicações individuais e também compartilhadas com Ximbinha em diversas premiações. Em 2016, ela deu início à sua carreira solo, que também lhe rendeu diversos prêmios, tendo vencido um Prêmio Multishow de Música Brasileira e dois Troféus Internet, além de indicações ao Troféu Imprensa.

## Acervo Awards
| Ano  | Recipiente            | Categoria            | Resultado | Ref.  |
| ---- | --------------------- | -------------------- | --------- | ----- |
| 2022 | Joelma                | Dominou Tudo         | Indicada  | [ 3 ] |
| 2022 | Joelma                | Fandom do Ano        | Venceu    | [ 3 ] |
| 2022 | Joelma                | Hitou no Brasil      | Venceu    | [ 3 ] |
| 2022 | Joelma                | Artista Acervo       | Venceu    | [ 3 ] |
| 2023 | Joelma                | Artista Tropical     | Venceu    | [ 4 ] |
| 2023 | Joelma                | Performer do Ano     | Venceu    | [ 4 ] |
| 2023 | Joelma                | Artista Social       | Venceu    | [ 4 ] |
| 2023 | Joelma                | Ícone Acervo         | Venceu    | [ 4 ] |
| 2023 | Joelma                | Melhor Show          | Venceu    | [ 4 ] |
| 2023 | Joelma                | Dominou Tudo         | Indicada  | [ 4 ] |
| 2023 | Central de Fãs Joelma | Melhor Página de Fãs | Venceu    | [ 4 ] |

### Acervo Music Awards
| Ano  | Recipiente | Categoria        | Resultado | Ref.  |
| ---- | ---------- | ---------------- | --------- | ----- |
| 2022 | Joelma     | Artista Tropical | Indicada  | [ 5 ] |
| 2022 | Joelma     | Performer do Ano | Venceu    | [ 5 ] |

## BreakTudo Awards
| Ano  | Recipiente            | Categoria                 | Resultado | Ref.          |
| ---- | --------------------- | ------------------------- | --------- | ------------- |
| 2017 | Joelma                | Artista Feminina Nacional | Indicada  | [ 6 ]         |
| 2018 | Joelma                | Artista Feminina Nacional | Indicada  | [ 7 ]         |
| 2019 | "Ai Baby"             | Hit Nacional              | Venceu    | [ 8 ]         |
| 2020 | Joelma                | Artista Feminina Nacional | Indicada  | [ 9 ]         |
| 2020 | Joelma                | Live do Ano               | Indicada  | [ 9 ]         |
| 2021 | Joelma                | Artista Feminina Nacional | Indicada  | [ 10 ]        |
| 2022 | Joelma                | Artista Feminina Nacional | Venceu    | [ 11 ]        |
| 2023 | Joelma                | Artista Feminina Nacional | Venceu    | [ 12 ]        |
| 2023 | Joelmáticos           | Fandom Nacional do Ano    | Venceu    | [ 12 ]        |
| 2024 | Joelma                | Artista Feminina Nacional | Venceu    | [ 13 ] [ 14 ] |
| 2024 | "Respingo de Saudade" | Clipe Nacional do Ano     | Venceu    | [ 13 ] [ 14 ] |
| 2024 | Joelmáticos           | Fandom Nacional do Ano    | Indicado  | [ 13 ] [ 14 ] |

## Festa Nacional da Música
| Ano  | Recipiente | Categoria                             | Resultado | Ref.   |
| ---- | ---------- | ------------------------------------- | --------- | ------ |
| 2017 | Joelma     | Pela contribuição à música brasileira | Venceu    | [ 15 ] |

## Flame Roem World Awards
| Ano  | Recipiente | Categoria              | Resultado | Ref.   |
| ---- | ---------- | ---------------------- | --------- | ------ |
| 2021 | Joelma     | Artista do Ano         | Indicada  | [ 16 ] |
| 2021 | Joelma     | Fandom Nacional do Ano | Indicada  | [ 16 ] |

## Prêmio Amazonense de Propaganda e Marketing
| Ano  | Recipiente         | Categoria                | Resultado | Ref.   |
| ---- | ------------------ | ------------------------ | --------- | ------ |
| 2022 | "Amor no Silêncio" | Troféu MDZ: Clipe do Ano | Venceu    | [ 17 ] |

## Prêmio Amazônia de Música
| Ano  | Recipiente                 | Categoria              | Resultado | Ref.          |
| ---- | -------------------------- | ---------------------- | --------- | ------------- |
| 2023 | Isso É Calypso na Amazônia | Melhor Álbum de Brega  | Venceu    | [ 18 ] [ 19 ] |
| 2023 | "Sim"                      | Melhor Música de Brega | Indicada  | [ 18 ] [ 19 ] |

## Prêmio Área VIP
| Ano  | Recipiente | Categoria      | Resultado | Ref.   |
| ---- | ---------- | -------------- | --------- | ------ |
| 2020 | Joelma     | Melhor Cantora | Indicada  | [ 20 ] |
| 2022 | Joelma     | Melhor Cantora | Venceu    | [ 21 ] |
| 2024 | Joelma     | Melhor Cantora | Venceu    | [ 22 ] |

## Prêmio Celebs Brasil
| Ano  | Recipiente | Categoria     | Resultado | Ref.                |
| ---- | ---------- | ------------- | --------- | ------------------- |
| 2021 | Joelma     | Cantora/Dupla | Indicada  | [carece de fontes?] |

## Prêmio Claro Música
| Ano  | Recipiente            | Categoria                         | Resultado | Ref.   |
| ---- | --------------------- | --------------------------------- | --------- | ------ |
| 2024 | Joelma                | Melhor Artista de Música Regional | Venceu    | [ 23 ] |
| 2024 | "Respingo de Saudade" | Melhor Música de Gênero Regional  | Indicada  | [ 23 ] |

## Prêmio da Música Brasileira
| Ano  | Recipiente | Categoria         | Resultado | Ref.   |
| ---- | ---------- | ----------------- | --------- | ------ |
| 2025 | Joelma     | Artista de Raízes | Pendente  | [ 24 ] |

## Prêmio Globo de Programação
| Ano  | Recipiente                           | Categoria                       | Resultado | Ref.   |
| ---- | ------------------------------------ | ------------------------------- | --------- | ------ |
| 2016 | "Voando pro Pará" (com Rede Liberal) | Melhor Chamada de Ação Regional | Venceu    | [ 25 ] |

## Prêmio iBest
| Ano  | Recipiente       | Categoria                                   | Resultado | Ref.   |
| ---- | ---------------- | ------------------------------------------- | --------- | ------ |
| 2022 | Joelma           | Influenciador Pará (voto popular)           | TOP3      | [ 26 ] |
| 2022 | Joelma           | Influenciador Pará (voto da Academia iBest) | Venceu    | [ 26 ] |
| 2023 | Joelma           | Influenciador Pará (voto popular)           | TOP3      | [ 27 ] |
| 2024 | Fandom da Joelma | Fandom de Musica                            | Indicado  | [ 28 ] |
| 2024 | Joelma           | Influenciador Pará (voto popular)           | TOP3      | [ 29 ] |

## Prêmio Jackson & Gonzagão
| Ano  | Recipiente | Categoria      | Resultado | Ref.   |
| ---- | ---------- | -------------- | --------- | ------ |
| 2010 | Joelma     | Melhor Cantora | Venceu    | [ 30 ] |
| 2011 | Joelma     | Melhor Cantora | Venceu    | [ 31 ] |

## Prêmio Kwai
| Ano  | Recipiente | Categoria    | Resultado | Ref.   |
| ---- | ---------- | ------------ | --------- | ------ |
| 2024 | Joelma     | Estrela Kwai | Indicada  | [ 32 ] |

## Prêmio Multishow de Música Brasileira
| Ano  | Recipiente | Categoria      | Resultado | Ref.   |
| ---- | ---------- | -------------- | --------- | ------ |
| 2016 | Joelma     | Melhor Show    | Indicada  | [ 33 ] |
| 2017 | Joelma     | Melhor Cantora | Indicada  | [ 34 ] |
| 2017 | Joelma     | Melhor Show    | Venceu    | [ 34 ] |
| 2018 | Joelma     | Melhor Cantora | Indicada  | [ 35 ] |

## Prêmio Plural
| Ano  | Recipiente | Categoria   | Resultado | Ref.   |
| ---- | ---------- | ----------- | --------- | ------ |
| 2021 | Joelma     | Live do Ano | Venceu    | [ 36 ] |

## Prêmio POP Mais
| Ano  | Recipiente | Categoria              | Resultado | Ref.   |
| ---- | ---------- | ---------------------- | --------- | ------ |
| 2020 | Joelma     | Artista Musical do Ano | Indicada  | [ 37 ] |
| 2020 | Joelma     | Live do Ano            | Indicada  | [ 37 ] |
| 2021 | Joelma     | Melhor Fandom          | Indicada  | [ 38 ] |
| 2021 | Joelma     | Performance            | Venceu    | [ 38 ] |

## Prêmio Vulque
| Ano  | Recipiente | Categoria             | Resultado | Ref.   |
| ---- | ---------- | --------------------- | --------- | ------ |
| 2017 | Joelma     | Melhor Cantora do Ano | Venceu    | [ 39 ] |

## SEC Awards
| Ano  | Recipiente                                                  | Categoria                        | Resultado | Ref.   |
| ---- | ----------------------------------------------------------- | -------------------------------- | --------- | ------ |
| 2023 | Joelma                                                      | Artista Feminina Nacional do Ano | Venceu    | [ 40 ] |
| 2024 | "Voando pro Pará (Pedro Sampaio Remix)" (com Pedro Sampaio) | Feat do Ano                      | Indicado  | [ 41 ] |

## Troféu Danado de Bom
| Ano  | Recipiente            | Categoria                 | Resultado | Ref.   |
| ---- | --------------------- | ------------------------- | --------- | ------ |
| 2023 | "Dançando e Beijando" | Melhor Música do São João | Venceu    | [ 42 ] |
| 2024 | "Voando pro Pará"     | Melhor Música do São João | Venceu    | [ 43 ] |

## Troféu Imprensa
| Ano  | Recipiente | Categoria      | Resultado | Ref.   |
| ---- | ---------- | -------------- | --------- | ------ |
| 2017 | Joelma     | Melhor Cantora | Indicada  | [ 44 ] |
| 2018 | Joelma     | Melhor Cantora | Indicada  | [ 45 ] |
| 2025 | Joelma     | Melhor Cantora | Indicada  | [ 46 ] |

### Troféu Internet
| Ano  | Recipiente                                                  | Categoria      | Resultado | Ref.                |
| ---- | ----------------------------------------------------------- | -------------- | --------- | ------------------- |
| 2017 | Joelma                                                      | Melhor Cantora | Venceu    | [ 44 ] [ 47 ]       |
| 2017 | "Não Teve Amor"                                             | Melhor Música  | Pendente  | [ 44 ] [ 47 ]       |
| 2018 | Joelma                                                      | Melhor Cantora | Indicada  | [ 48 ]              |
| 2018 | "Amor Novo" (com Ivete Sangalo)                             | Melhor Música  | Pendente  | [ 48 ]              |
| 2019 | Joelma                                                      | Melhor Cantora | Indicada  |                     |
| 2020 | Joelma                                                      | Melhor Cantora | Pendente  | [ 49 ]              |
| 2021 | Joelma                                                      | Melhor Cantora | Pendente  | [carece de fontes?] |
| 2022 | Joelma                                                      | Melhor Cantora | Indicada  |                     |
| 2023 | Joelma                                                      | Melhor Cantora | Pendente  | [carece de fontes?] |
| 2025 | Joelma                                                      | Melhor Cantora | Indicada  | [ 46 ]              |
| 2025 | "Voando pro Pará (Pedro Sampaio Remix)" (com Pedro Sampaio) | Melhor Música  | Venceu    | [ 46 ]              |

## Troféu O Melhor Carnaval
| Ano  | Recipiente | Categoria           | Resultado | Ref.   |
| ---- | ---------- | ------------------- | --------- | ------ |
| 2024 | Joelma     | Artista do Carnaval | Venceu    | [ 50 ] |

## Tudo Information Awards
| Ano  | Recipiente | Categoria                 | Resultado | Ref.   |
| ---- | ---------- | ------------------------- | --------- | ------ |
| 2020 | Joelma     | Cantora Brasileira do Ano | Indicada  | [ 51 ] |
| 2021 | Joelma     | Cantora Brasileira do Ano | Indicada  | [ 52 ] |
| 2022 | Joelma     | Cantora Brasileira do Ano | Indicada  |        |